# Mariana Grajales
Mariana Grajales Cuello (Santiago de Cuba, 12 de julho de 1815 – Kingston, 28 de novembro de 1893) foi uma patriota cubana e ícone dos direitos das mulheres e da luta pela independência de Cuba e abolição da escravatura.

## Vida pregressa
Mariana Grajales nasceu em Santiago de Cuba em 12 de julho de 1815, filha de Teresa Cuello Zayas e José Grajales Matos, pais dominicanos de raça mulata. Ela se casou com Marcos Maceo em 1851, e deu à luz treze filhos: Antonio Maceo Grajales, José Maceo, Rafael Maceo, Miguel Maceo, Julio Maceo, Tomás Maceo, Marcos Maceo Grajales, Dominga Maceo e Baldomera Maceo; dando à luz a seu último filho aos 52 anos. Mariana, junto com sua família, viveu no refúgio de La Delicia, no bairro Majaguabo de San Luis, em Santiago de Cuba, administrando posteriormente um assentamento de montanha e um hospital improvisado no mato.

## Serviço ao país
Mariana e sua família serviram na Guerra dos Dez Anos, na Guerra Chiquita (1868–78) e na Guerra de 1895. José e Antonio Maceo Grajales, filhos de Mariana, serviram como generais no Exército de Libertação de 1868 a 1878. Durante o seu tempo de serviço na guerra, Mariana administrou hospitais e campos de provisão nos acampamentos base do seu filho Antonio, entrando frequentemente no campo de batalha para ajudar soldados feridos, tanto espanhóis quanto cubanos. José Martí, depois de testemunhar Mariana Grajales e a esposa de Antonio Maceo, María Cabrales, entrarem no campo de batalha para resgatar o ferido Antonio, comentou: "É fácil ser heróis com mulheres como estas" (em castelhano:  Fáciles son los heroes con tales mujeres).
Em 1878, depois de perder o marido, alguns dos filhos e a propriedade da família na Guerra Chiquita, Mariana exilou-se na Jamaica para a segurança da sua família remanescente. Durante os 15 anos seguintes, ela continuou a lutar pela independência de Cuba da Espanha, organizando grupos de exilados cubanos na Jamaica. Mariana Grajales Cuello morreu em 27 de novembro de 1893, em Kingston, na Jamaica, aos 78 anos; como resultado da doença de Bright e congestão pulmonar. Em 1923, seus restos mortais foram devolvidos a Cuba, sendo transladados do cemitério católico Saint Andrews, em Kingston, à bordo do cruzeiro Baire e enterrados no Cemitério de Santa Ifigênia, em Santiago de Cuba.

## Reconhecimento póstumo
Em 1957, o prefeito de Havana, Justo Luis Pozo del Puerto, declarou oficialmente Dona Mariana Grajales de Maceo a "Mãe de Cuba". Ela alcançou status de ícone em Cuba, semelhante à Nanny of the Maroons na Jamaica. Em 4 de setembro de 1958, Fidel Castro criou o pelotão exclusivamente feminino "Mariana Grajales". O pelotão estava armado com carabinas M1.

O Aeroporto Mariana Grajales e o Aeroporto Antonio Maceo foram dedicados à memória das contribuições de Mariana e seus filhos à luta cubana. Anualmente, uma coroa de flores é depositada em frente ao seu monumento no Cemitério de Santa Ifigênia por uma guarda de honra feminina todo dia 27 de novembro.

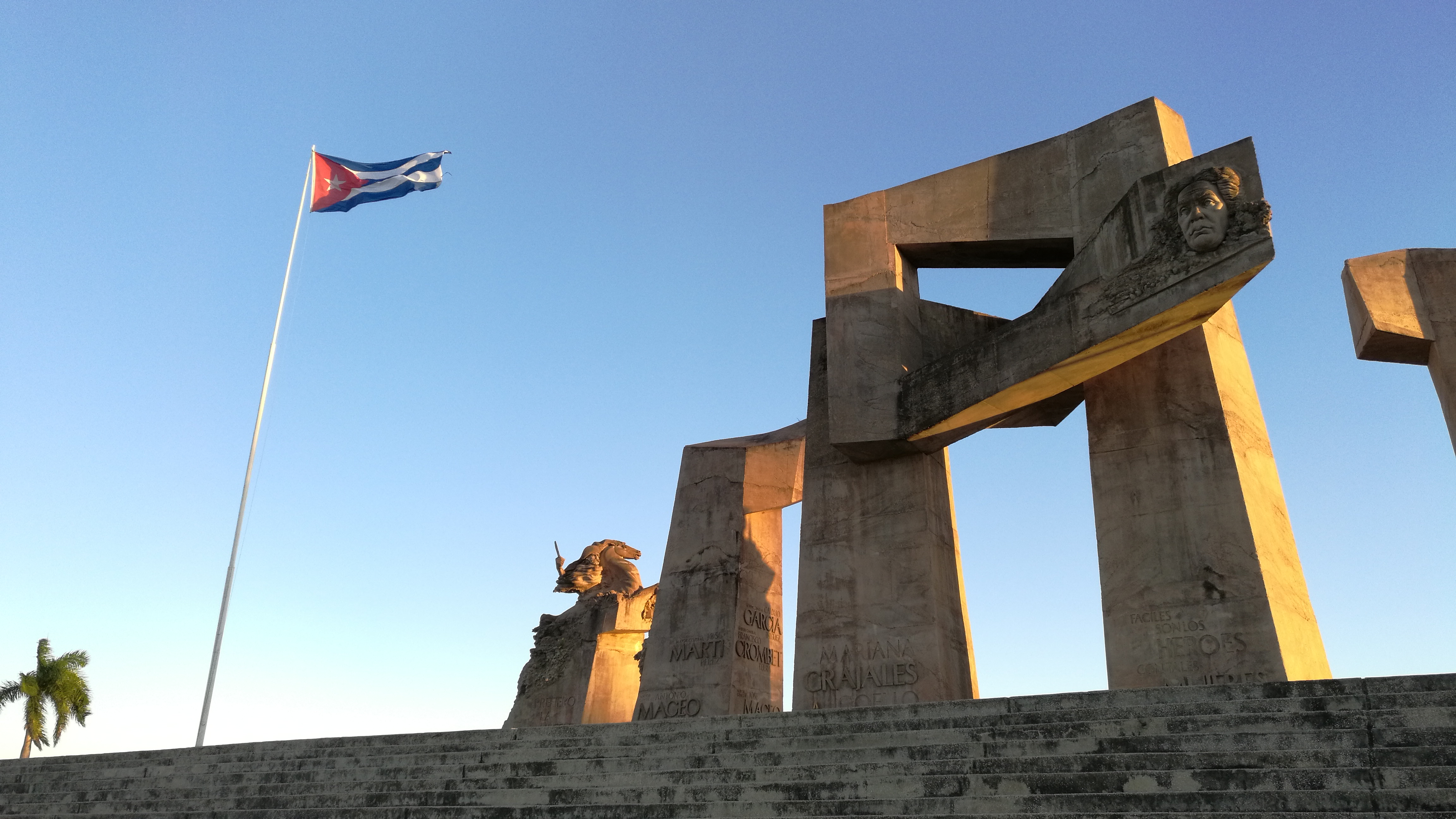
Memorial a Marcos Maceo e Mariana Grajales Cuello em Guantánamo, Cuba.
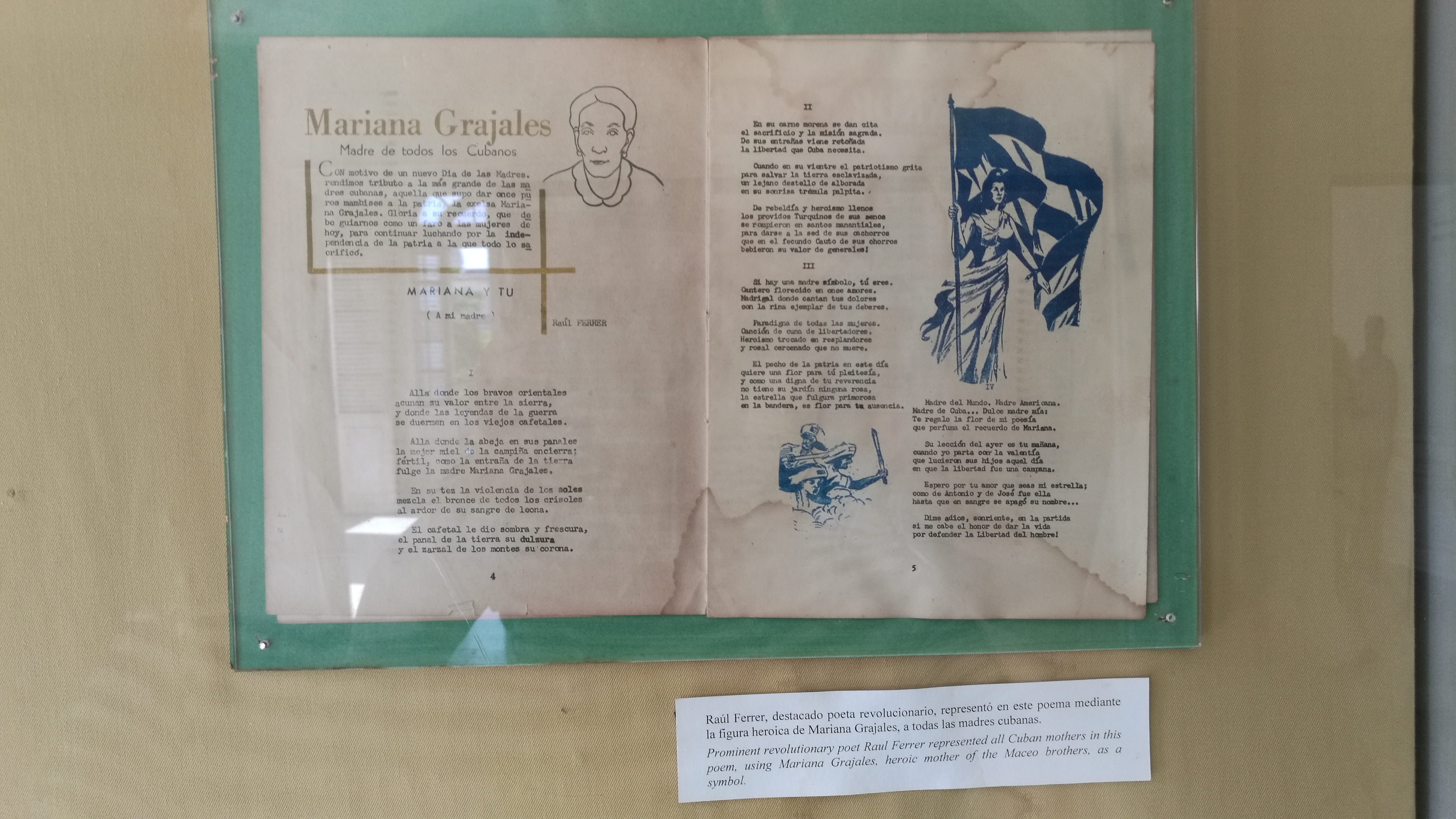
Exibição da Mariana Grajales no Museu da Revolução em Havana.